# Jiří Vítek
Jiří Vítek (* 14. Mai 1977 in Hradec Králové) ist ein ehemaliger tschechischer Handballspieler.

## Karriere
Jiří Vítek spielte in Tschechien bei Dukla Prag und Náchod, bevor er 2000 nach Frankreich ging, wo er bei GFCO Ajaccio HB und Istres Ouest Provence HB unter Vertrag stand. Zur Saison 2007/08 wechselte der 1,95 Meter große Rückraumspieler zum deutschen Zweitligisten Bergischer HC, mit dem er 2011 in die 1. Liga aufstieg. Nach dem Wiederabstieg 2012 gelang 2013 der erneute Aufstieg in die 1. Liga. Nachdem sein Vertrag beim BHC nicht verlängert wurde, unterschrieb Vítek zur Saison 2013/14 einen Zweijahresvertrag beim damaligen Drittligisten HSC 2000 Coburg. Mit Coburg stieg er in der Saison 2013/14 in die 2. Bundesliga und in der Saison 2015/16 in die Bundesliga auf. Im Sommer 2016 schloss er sich dem tschechischen Erstligisten HBC Jičín an. Dort beendete Vítek zwei Jahre später seine Karriere.
Für die tschechische Nationalmannschaft bestritt Vítek 89 Länderspiele, in denen er 216 Tore erzielte. Er nahm an den Europameisterschaften 2008, 2010 und 2012 teil.

## Sonstiges
Jiří Vítek ist verheiratet und hat zwei Kinder. Nach dem Abitur erlernte er den Beruf des Elektromechanikers.